# Tour de Bretagne 2016
La 50e édition du Tour de Bretagne a eu lieu du 25 avril au 1er mai 2016. La course fait partie du calendrier UCI Europe Tour 2016 en catégorie 2.2.
L'épreuve a été remportée par l'Américain Adrien Costa (Équipe nationale des États-Unis espoirs), vainqueur de la quatrième étape, qui s'impose sept secondes devant le Tchèque František Sisr (Klein Constantia), lauréat de la première étape, et huit secondes devant le Néerlandais Lennard Hofstede (Rabobank Development).
Le Néerlandais Jeroen Meijers (Rabobank Development) s'adjuge le classement par points ainsi que celui des rushs tandis que le Norvégien Carl Fredrik Hagen (Sparebanken Sør) s'impose dans celui de la montagne. Adrien Costa termine également meilleur jeune et la formation néerlandaise Rabobank Development finit meilleure équipe.

## Présentation

### Équipes
Classé en catégorie 2.2 de l'UCI Europe Tour, le Tour de Bretagne est par conséquent ouvert aux équipes continentales professionnelles françaises, aux équipes continentales professionnelles étrangères dans la limite de deux, aux équipes continentales, aux équipes nationales et aux équipes régionales et de clubs.
Vingt-cinq équipes participent à ce Tour de Bretagne - une équipe continentale professionnelle, treize équipes continentales, deux équipes nationales et neuf équipes régionales et de clubs :
| Équipe continentale professionnelle | Équipe continentale professionnelle | Équipe continentale professionnelle |
| Nom de l'équipe                     | Pays                                | Code                                |
| ----------------------------------- | ----------------------------------- | ----------------------------------- |
| Fortuneo-Vital Concept              | France                              | FVC                                 |

| Équipes continentales            | Équipes continentales | Équipes continentales |
| Nom de l'équipe                  | Pays                  | Code                  |
| -------------------------------- | --------------------- | --------------------- |
| Armée de terre                   | France                | ADT                   |
| Bridgestone Anchor               | Japon                 | BGT                   |
| Dimension Data-Qhubeka           | Afrique du Sud        | DDC                   |
| Euskadi Basque Country-Murias    | Espagne               | EUS                   |
| Joker Byggtorget                 | Norvège               | TJB                   |
| Klein Constantia                 | Tchéquie              | KLC                   |
| Manzana Postobón                 | Colombie              | MZN                   |
| Rabobank Development             | Pays-Bas              | RDT                   |
| Rally                            | États-Unis            | RLY                   |
| SEG Racing Academy               | Pays-Bas              | SEG                   |
| Sparebanken Sør                  | Norvège               | TSS                   |
| Tre Berg-Bianchi                 | Suède                 | TTB                   |
| Wallonie Bruxelles-Group Protect | Belgique              | WBC                   |

| Équipes nationales                      | Équipes nationales | Équipes nationales |
| Nom de l'équipe                         | Pays               | Code               |
| --------------------------------------- | ------------------ | ------------------ |
| Équipe nationale d'Australie espoirs    | Australie          | AUS                |
| Équipe nationale des États-Unis espoirs | États-Unis         | USA                |

| Équipes régionales et de clubs          | Équipes régionales et de clubs | Équipes régionales et de clubs |
| Nom de l'équipe                         | Pays                           | Code                           |
| --------------------------------------- | ------------------------------ | ------------------------------ |
| BIC 2000                                | France                         | -                              |
| BMC Development                         | États-Unis                     | -                              |
| Centre mondial du cyclisme              | Suisse                         | -                              |
| Équipe régionale de Bretagne            | France                         | -                              |
| Lotto-Soudal U23                        | Belgique                       | -                              |
| RH+ Polartec-Fundación Alberto Contador | Espagne                        | -                              |
| Sojasun espoir-ACNC                     | France                         | -                              |
| UC Nantes Atlantique                    | France                         | -                              |
| VC Pays de Loudéac                      | France                         | -                              |

### Primes
Les prix sont attribués suivant le barème de l'UCI,.
| Position           | 1er     | 2e      | 3e    | 4e    | 5e    | 6e    | 7e    | 8e    | 9e    | 10e à 20e |
| Classement général | 2 105 € | 1 055 € | 525 € | 265 € | 210 € | 158 € | 158 € | 107 € | 107 € | 50 €      |
| Par étape          | 1 205 € | 600 €   | 300 € | 150 € | 120 € | 90 €  | 90 €  | 60 €  | 60 €  | 30 €      |
| Par demi-étape     | 900 €   | 455 €   | 225 € | 115 € | 90 €  | 68 €  | 68 €  | 47 €  | 47 €  | 20 €      |

## Étapes
| Étape     | Date    | Villes étapes                  | type            | Distance (km) | Vainqueur d'étape | Leader du classement général |
| --------- | ------- | ------------------------------ | --------------- | ------------- | ----------------- | ---------------------------- |
| 1re étape | 25 avr. | Quiberon – Landévant           | étape de plaine | 158,7         | František Sisr    | František Sisr               |
| 2e étape  | 26 avr. | Belz – Louisfert               | étape de plaine | 204,1         | Boris Vallée      | František Sisr               |
| 3e étape  | 27 avr. | Louisfert – Janzé              | étape de plaine | 152,7         | Cyrille Patoux    | František Sisr               |
| 4e étape  | 28 avr. | Plancoët – Lannion             | étape vallonnée | 163,5         | Adrien Costa      | Adrien Costa                 |
| 5e étape  | 29 avr. | Plestin-les-Grèves – Treffléan | étape de plaine | 192,7         | Boris Vallée      | Adrien Costa                 |
| 6e étape  | 30 avr. | Fouesnant – Fouesnant          | étape de plaine | 156,4         | Thomas Rostollan  | Adrien Costa                 |
| 7e étape  | 1 mai   | Le Hinglé – Dinan              | étape de plaine | 149,9         | Nick Schultz      | Adrien Costa                 |

## Déroulement de la course

### 1reétape
| Classement de l'étape | Classement de l'étape | Classement de l'étape | Classement de l'étape            | Classement de l'étape |
|                       | Coureur               | Pays                  | Équipe                           | Temps                 |
| --------------------- | --------------------- | --------------------- | -------------------------------- | --------------------- |
| 1er                   | František Sisr        | Tchéquie              | Klein Constantia                 | en 3 h 48 min 44 s    |
| 2e                    | Fabian Lienhard       | Suisse                | BMC Development                  | + 0 s                 |
| 3e                    | Lennard Hofstede      | Pays-Bas              | Rabobank Development             | + 0 s                 |
| 4e                    | Lucas Eriksson        | Suède                 | Tre Berg-Bianchi                 | + 0 s                 |
| 5e                    | Tom Dernies           | Belgique              | Wallonie Bruxelles-Group Protect | + 0 s                 |
| 6e                    | Ole Forfang           | Norvège               | Joker Byggtorget                 | + 4 s                 |
| 7e                    | Élie Gesbert          | France                | VC Pays de Loudéac               | + 5 s                 |
| 8e                    | Bram Welten           | Pays-Bas              | BMC Development                  | + 26 s                |
| 9e                    | Adrian Aas Stien      | Norvège               | Joker Byggtorget                 | + 26 s                |
| 10e                   | Fridtjof Røinås       | Norvège               | Sparebanken Sør                  | + 26 s                |
| modifier              |                       |                       |                                  |                       |

| Classement général | Classement général | Classement général | Classement général               | Classement général |
|                    | Coureur            | Pays               | Équipe                           | Temps              |
| ------------------ | ------------------ | ------------------ | -------------------------------- | ------------------ |
| 1er                | František Sisr     | Tchéquie           | Klein Constantia                 | en 3 h 48 min 34 s |
| 2e                 | Fabian Lienhard    | Suisse             | BMC Development                  | + 4 s              |
| 3e                 | Lennard Hofstede   | Pays-Bas           | Rabobank Development             | + 6 s              |
| 4e                 | Lucas Eriksson     | Suède              | Tre Berg-Bianchi                 | + 10 s             |
| 5e                 | Tom Dernies        | Belgique           | Wallonie Bruxelles-Group Protect | + 10 s             |
| 6e                 | Ole Forfang        | Norvège            | Joker Byggtorget                 | + 14 s             |
| 7e                 | Élie Gesbert       | France             | VC Pays de Loudéac               | + 15 s             |
| 8e                 | Rémi Cavagna       | France             | Klein Constantia                 | + 30 s             |
| 9e                 | Jeroen Meijers     | Pays-Bas           | Rabobank Development             | + 32 s             |
| 10e                | Fridtjof Røinås    | Norvège            | Sparebanken Sør                  | + 33 s             |
| modifier           |                    |                    |                                  |                    |

### 2eétape
| Classement de l'étape | Classement de l'étape | Classement de l'étape | Classement de l'étape  | Classement de l'étape |
|                       | Coureur               | Pays                  | Équipe                 | Temps                 |
| --------------------- | --------------------- | --------------------- | ---------------------- | --------------------- |
| 1er                   | Boris Vallée          | Belgique              | Fortuneo-Vital Concept | en 4 h 43 min 52 s    |
| 2e                    | Jeroen Meijers        | Pays-Bas              | Rabobank Development   | m.t                   |
| 3e                    | Edward Planckaert     | Belgique              | Lotto-Soudal U23       | m.t                   |
| 4e                    | Marcus Fåglum         | Suède                 | Tre Berg-Bianchi       | m.t                   |
| 5e                    | Enzo Wouters          | Belgique              | Lotto-Soudal U23       | m.t                   |
| 6e                    | Bryan Alaphilippe     | France                | Armée de Terre         | m.t                   |
| 7e                    | František Sisr        | Tchéquie              | Klein Constantia       | m.t                   |
| 8e                    | Kevin Deltombe        | Belgique              | Lotto-Soudal U23       | m.t                   |
| 9e                    | Erwann Corbel         | France                | VC Pays de Loudéac     | m.t                   |
| 10e                   | Herman Dahl           | Norvège               | Sparebanken Sør        | m.t                   |
| modifier              |                       |                       |                        |                       |

| Classement général | Classement général | Classement général | Classement général               | Classement général |
|                    | Coureur            | Pays               | Équipe                           | Temps              |
| ------------------ | ------------------ | ------------------ | -------------------------------- | ------------------ |
| 1er                | František Sisr     | Tchéquie           | Klein Constantia                 | en 8 h 32 min 26 s |
| 2e                 | Fabian Lienhard    | Suisse             | BMC Development                  | + 4 s              |
| 3e                 | Lennard Hofstede   | Pays-Bas           | Rabobank Development             | + 6 s              |
| 4e                 | Tom Dernies        | Belgique           | Wallonie Bruxelles-Group Protect | + 10 s             |
| 5e                 | Lucas Eriksson     | Suède              | Tre Berg-Bianchi                 | + 10 s             |
| 6e                 | Ole Forfang        | Norvège            | Joker Byggtorget                 | + 14 s             |
| 7e                 | Élie Gesbert       | France             | VC Pays de Loudéac               | + 15 s             |
| 8e                 | Jeroen Meijers     | Pays-Bas           | Rabobank Development             | + 23 s             |
| 9e                 | Boris Vallée       | Belgique           | Fortuneo-Vital Concept           | + 25 s             |
| 10e                | James Shaw         | Royaume-Uni        | Lotto-Soudal U23                 | + 30 s             |
| modifier           |                    |                    |                                  |                    |

### 3eétape
| Classement de l'étape | Classement de l'étape | Classement de l'étape | Classement de l'étape            | Classement de l'étape |
|                       | Coureur               | Pays                  | Équipe                           | Temps                 |
| --------------------- | --------------------- | --------------------- | -------------------------------- | --------------------- |
| 1er                   | Cyrille Patoux        | France                | VC Pays de Loudéac               | en 3 h 38 min 35 s    |
| 2e                    | Bryan Alaphilippe     | France                | Armée de Terre                   | m.t                   |
| 3e                    | Herman Dahl           | Norvège               | Sparebanken Sør                  | m.t                   |
| 4e                    | Adrien Legros         | France                | Sojasun espoir-ACNC              | m.t                   |
| 5e                    | Amund Grøndahl Jansen | Norvège               | Joker Byggtorget                 | m.t                   |
| 6e                    | Adrian Aas Stien      | Norvège               | Joker Byggtorget                 | m.t                   |
| 7e                    | František Sisr        | Tchéquie              | Klein Constantia                 | m.t                   |
| 8e                    | Cees Bol              | Pays-Bas              | Rabobank Development             | m.t                   |
| 9e                    | Sebastián Molano      | Colombie              | Manzana Postobón                 | m.t                   |
| 10e                   | Sébastien Delfosse    | Belgique              | Wallonie Bruxelles-Group Protect | m.t                   |
| modifier              |                       |                       |                                  |                       |

| Classement général | Classement général | Classement général | Classement général               | Classement général |
|                    | Coureur            | Pays               | Équipe                           | Temps              |
| ------------------ | ------------------ | ------------------ | -------------------------------- | ------------------ |
| 1er                | František Sisr     | Tchéquie           | Klein Constantia                 | en 12 h 11 min 1 s |
| 2e                 | Fabian Lienhard    | Suisse             | BMC Development                  | + 4 s              |
| 3e                 | Lennard Hofstede   | Pays-Bas           | Rabobank Development             | + 6 s              |
| 4e                 | Tom Dernies        | Belgique           | Wallonie Bruxelles-Group Protect | + 10 s             |
| 5e                 | Lucas Eriksson     | Suède              | Tre Berg-Bianchi                 | + 10 s             |
| 6e                 | Ole Forfang        | Norvège            | Joker Byggtorget                 | + 14 s             |
| 7e                 | Élie Gesbert       | France             | VC Pays de Loudéac               | + 15 s             |
| 8e                 | Jeroen Meijers     | Pays-Bas           | Rabobank Development             | + 23 s             |
| 9e                 | Boris Vallée       | Belgique           | Fortuneo-Vital Concept           | + 25 s             |
| 10e                | Cyrille Patoux     | France             | VC Pays de Loudéac               | + 26 s             |
| modifier           |                    |                    |                                  |                    |

### 4eétape
| Classement de l'étape | Classement de l'étape | Classement de l'étape | Classement de l'étape                   | Classement de l'étape |
|                       | Coureur               | Pays                  | Équipe                                  | Temps                 |
| --------------------- | --------------------- | --------------------- | --------------------------------------- | --------------------- |
| 1er                   | Adrien Costa          | États-Unis            | Équipe nationale des États-Unis espoirs | en 4 h 4 min 39 s     |
| 2e                    | Sébastien Delfosse    | Belgique              | Wallonie Bruxelles-Group Protect        | + 24 s                |
| 3e                    | Colin Joyce           | États-Unis            | Équipe nationale des États-Unis espoirs | + 24 s                |
| 4e                    | Anders Skaarseth      | Norvège               | Joker Byggtorget                        | + 24 s                |
| 5e                    | Jai Hindley           | Australie             | Équipe nationale d'Australie espoirs    | + 24 s                |
| 6e                    | Élie Gesbert          | France                | VC Pays de Loudéac                      | + 28 s                |
| 7e                    | Francis Mourey        | France                | Fortuneo-Vital Concept                  | + 28 s                |
| 8e                    | Lennard Hofstede      | Pays-Bas              | Rabobank Development                    | + 28 s                |
| 9e                    | Romain Le Roux        | France                | Armée de Terre                          | + 33 s                |
| 10e                   | Kevin Deltombe        | Belgique              | Lotto-Soudal U23                        | + 35 s                |
| modifier              |                       |                       |                                         |                       |

| Classement général | Classement général | Classement général | Classement général                      | Classement général |
|                    | Coureur            | Pays               | Équipe                                  | Temps              |
| ------------------ | ------------------ | ------------------ | --------------------------------------- | ------------------ |
| 1er                | Adrien Costa       | États-Unis         | Équipe nationale des États-Unis espoirs | en 16 h 16 min 6 s |
| 2e                 | Lennard Hofstede   | Pays-Bas           | Rabobank Development                    | + 8 s              |
| 3e                 | František Sisr     | Tchéquie           | Klein Constantia                        | + 13 s             |
| 4e                 | Fabian Lienhard    | Suisse             | BMC Development                         | + 13 s             |
| 5e                 | Élie Gesbert       | France             | VC Pays de Loudéac                      | + 17 s             |
| 6e                 | Tom Dernies        | Belgique           | Wallonie Bruxelles-Group Protect        | + 23 s             |
| 7e                 | Lucas Eriksson     | Suède              | Tre Berg-Bianchi                        | + 23 s             |
| 8e                 | Ole Forfang        | Norvège            | Joker Byggtorget                        | + 27 s             |
| 9e                 | Sébastien Delfosse | Belgique           | Wallonie Bruxelles-Group Protect        | + 28 s             |
| 10e                | Jeroen Meijers     | Pays-Bas           | Rabobank Development                    | + 29 s             |
| modifier           |                    |                    |                                         |                    |

### 5eétape
| Classement de l'étape | Classement de l'étape | Classement de l'étape | Classement de l'étape        | Classement de l'étape |
|                       | Coureur               | Pays                  | Équipe                       | Temps                 |
| --------------------- | --------------------- | --------------------- | ---------------------------- | --------------------- |
| 1er                   | Boris Vallée          | Belgique              | Fortuneo-Vital Concept       | en 4 h 36 min 55 s    |
| 2e                    | Milan Menten          | Belgique              | Lotto-Soudal U23             | m.t                   |
| 3e                    | Edward Planckaert     | Belgique              | Lotto-Soudal U23             | m.t                   |
| 4e                    | František Sisr        | Tchéquie              | Klein Constantia             | m.t                   |
| 5e                    | Adrian Aas Stien      | Norvège               | Joker Byggtorget             | m.t                   |
| 6e                    | Jules Roueil          | France                | UC Nantes Atlantique         | m.t                   |
| 7e                    | Jeroen Meijers        | Pays-Bas              | Rabobank Development         | m.t                   |
| 8e                    | Cees Bol              | Pays-Bas              | Rabobank Development         | m.t                   |
| 9e                    | Nicolas Primas        | France                | Équipe régionale de Bretagne | m.t                   |
| 10e                   | Enzo Wouters          | Belgique              | Lotto-Soudal U23             | m.t                   |
| modifier              |                       |                       |                              |                       |

| Classement général | Classement général | Classement général | Classement général                      | Classement général |
|                    | Coureur            | Pays               | Équipe                                  | Temps              |
| ------------------ | ------------------ | ------------------ | --------------------------------------- | ------------------ |
| 1er                | Adrien Costa       | États-Unis         | Équipe nationale des États-Unis espoirs | en 20 h 53 min 1 s |
| 2e                 | Lennard Hofstede   | Pays-Bas           | Rabobank Development                    | + 8 s              |
| 3e                 | František Sisr     | Tchéquie           | Klein Constantia                        | + 13 s             |
| 4e                 | Fabian Lienhard    | Suisse             | BMC Development                         | + 13 s             |
| 5e                 | Élie Gesbert       | France             | VC Pays de Loudéac                      | + 17 s             |
| 6e                 | Jeroen Meijers     | Pays-Bas           | Rabobank Development                    | + 23 s             |
| 7e                 | Tom Dernies        | Belgique           | Wallonie Bruxelles-Group Protect        | + 23 s             |
| 8e                 | Lucas Eriksson     | Suède              | Tre Berg-Bianchi                        | + 23 s             |
| 9e                 | Ole Forfang        | Norvège            | Joker Byggtorget                        | + 24 s             |
| 10e                | Sébastien Delfosse | Belgique           | Wallonie Bruxelles-Group Protect        | + 28 s             |
| modifier           |                    |                    |                                         |                    |

### 6eétape
| Classement de l'étape | Classement de l'étape | Classement de l'étape | Classement de l'étape | Classement de l'étape |
|                       | Coureur               | Pays                  | Équipe                | Temps                 |
| --------------------- | --------------------- | --------------------- | --------------------- | --------------------- |
| 1er                   | Thomas Rostollan      | France                | Armée de Terre        | en 3 h 52 min 16 s    |
| 2e                    | Jeroen Meijers        | Pays-Bas              | Rabobank Development  | + 1 min 4 s           |
| 3e                    | Élie Gesbert          | France                | VC Pays de Loudéac    | + 1 min 4 s           |
| 4e                    | Alexander Wetterhall  | Suède                 | Tre Berg-Bianchi      | + 1 min 4 s           |
| 5e                    | Fridtjof Røinås       | Norvège               | Sparebanken Sør       | + 1 min 6 s           |
| 6e                    | Reidar Borgersen      | Norvège               | Joker Byggtorget      | + 1 min 6 s           |
| 7e                    | Martijn Tusveld       | Pays-Bas              | Rabobank Development  | + 1 min 6 s           |
| 8e                    | Adrien Legros         | France                | Sojasun espoir-ACNC   | + 1 min 6 s           |
| 9e                    | Edward Planckaert     | Belgique              | Lotto-Soudal U23      | + 1 min 6 s           |
| 10e                   | Maximilian Schachmann | Allemagne             | Klein Constantia      | + 1 min 6 s           |
| modifier              |                       |                       |                       |                       |

| Classement général | Classement général | Classement général | Classement général                      | Classement général  |
|                    | Coureur            | Pays               | Équipe                                  | Temps               |
| ------------------ | ------------------ | ------------------ | --------------------------------------- | ------------------- |
| 1er                | Adrien Costa       | États-Unis         | Équipe nationale des États-Unis espoirs | en 24 h 46 min 23 s |
| 2e                 | Lennard Hofstede   | Pays-Bas           | Rabobank Development                    | + 8 s               |
| 3e                 | Élie Gesbert       | France             | VC Pays de Loudéac                      | + 11 s              |
| 4e                 | František Sisr     | Tchéquie           | Klein Constantia                        | + 13 s              |
| 5e                 | Fabian Lienhard    | Suisse             | BMC Development                         | + 13 s              |
| 6e                 | Jeroen Meijers     | Pays-Bas           | Rabobank Development                    | + 15 s              |
| 7e                 | Tom Dernies        | Belgique           | Wallonie Bruxelles-Group Protect        | + 23 s              |
| 8e                 | Lucas Eriksson     | Suède              | Tre Berg-Bianchi                        | + 23 s              |
| 9e                 | Ole Forfang        | Norvège            | Joker Byggtorget                        | + 24 s              |
| 10e                | Sébastien Delfosse | Belgique           | Wallonie Bruxelles-Group Protect        | + 28 s              |
| modifier           |                    |                    |                                         |                     |

### 7eétape
| Classement de l'étape | Classement de l'étape  | Classement de l'étape | Classement de l'étape                   | Classement de l'étape |
|                       | Coureur                | Pays                  | Équipe                                  | Temps                 |
| --------------------- | ---------------------- | --------------------- | --------------------------------------- | --------------------- |
| 1er                   | Nick Schultz           | Australie             | SEG Racing Academy                      | en 3 h 26 min 10 s    |
| 2e                    | František Sisr         | Tchéquie              | Klein Constantia                        | + 4 s                 |
| 3e                    | Maximilian Schachmann  | Allemagne             | Klein Constantia                        | + 4 s                 |
| 4e                    | Adrien Costa           | États-Unis            | Équipe nationale des États-Unis espoirs | + 4 s                 |
| 5e                    | Francis Mourey         | France                | Fortuneo-Vital Concept                  | + 4 s                 |
| 6e                    | Jeroen Meijers         | Pays-Bas              | Rabobank Development                    | + 4 s                 |
| 7e                    | Lennard Hofstede       | Pays-Bas              | Rabobank Development                    | + 4 s                 |
| 8e                    | Edward Planckaert      | Belgique              | Lotto-Soudal U23                        | + 4 s                 |
| 9e                    | Amanuel Gebrezgabihier | Érythrée              | Dimension Data-Qhubeka                  | + 4 s                 |
| 10e                   | Élie Gesbert           | France                | VC Pays de Loudéac                      | + 4 s                 |
| modifier              |                        |                       |                                         |                       |

## Classements finals

### Classement général final
| Classement général final | Classement général final | Classement général final | Classement général final                | Classement général final |
|                          | Coureur                  | Pays                     | Équipe                                  | Temps                    |
| ------------------------ | ------------------------ | ------------------------ | --------------------------------------- | ------------------------ |
| 1er                      | Adrien Costa             | États-Unis               | Équipe nationale des États-Unis espoirs | en 28 h 12 min 37 s      |
| 2e                       | František Sisr           | Tchéquie                 | Klein Constantia                        | + 7 s                    |
| 3e                       | Lennard Hofstede         | Pays-Bas                 | Rabobank Development                    | + 8 s                    |
| 4e                       | Élie Gesbert             | France                   | VC Pays de Loudéac                      | + 11 s                   |
| 5e                       | Jeroen Meijers           | Pays-Bas                 | Rabobank Development                    | + 15 s                   |
| 6e                       | Fabian Lienhard          | Suisse                   | BMC Development                         | + 20 s                   |
| 7e                       | Sébastien Delfosse       | Belgique                 | Wallonie Bruxelles-Group Protect        | + 28 s                   |
| 8e                       | Anders Skaarseth         | Norvège                  | Joker Byggtorget                        | + 31 s                   |
| 9e                       | Lucas Eriksson           | Suède                    | Tre Berg-Bianchi                        | + 33 s                   |
| 10e                      | Nick Schultz             | Australie                | SEG Racing Academy                      | + 33 s                   |
| modifier                 |                          |                          |                                         |                          |

### Classements annexes
| Classement par points | Classement par points | Classement par points | Classement par points | Classement par points |
| --------------------- | --------------------- | --------------------- | --------------------- | --------------------- |
|                       | Coureur               | Pays                  | Équipe                | Point(s)              |
| 1er                   | Jeroen Meijers        | Pays-Bas              | Rabobank Development  | 105 points            |
| 2e                    | František Sisr        | Tchéquie              | Klein Constantia      | 101 pts               |
| 3e                    | Edward Planckaert     | Belgique              | Lotto-Soudal U23      | 65 pts                |
| modifier              |                       |                       |                       |                       |

| Classement de la montagne | Classement de la montagne | Classement de la montagne | Classement de la montagne | Classement de la montagne |
| ------------------------- | ------------------------- | ------------------------- | ------------------------- | ------------------------- |
|                           | Coureur                   | Pays                      | Équipe                    | Point(s)                  |
| 1er                       | Carl Fredrik Hagen        | Norvège                   | Sparebanken Sør           | 118 points                |
| 2e                        | Thomas Rostollan          | France                    | Armée de Terre            | 59 pts                    |
| 3e                        | Julius van den Berg       | Pays-Bas                  | SEG Racing Academy        | 46 pts                    |
| modifier                  |                           |                           |                           |                           |

| Classement des rushs | Classement des rushs | Classement des rushs | Classement des rushs | Classement des rushs |
| -------------------- | -------------------- | -------------------- | -------------------- | -------------------- |
|                      | Coureur              | Pays                 | Équipe               | Point(s)             |
| 1er                  | Jeroen Meijers       | Pays-Bas             | Rabobank Development | 26 points            |
| 2e                   | Peter Lenderink      | Pays-Bas             | Rabobank Development | 12 pts               |
| 3e                   | Reidar Borgersen     | Norvège              | Joker Byggtorget     | 11 pts               |
| modifier             |                      |                      |                      |                      |

| Classement du meilleur jeune | Classement du meilleur jeune | Classement du meilleur jeune | Classement du meilleur jeune            | Classement du meilleur jeune |
|                              | Coureur                      | Pays                         | Équipe                                  | Temps                        |
| ---------------------------- | ---------------------------- | ---------------------------- | --------------------------------------- | ---------------------------- |
| 1er                          | Adrien Costa                 | États-Unis                   | Équipe nationale des États-Unis espoirs | en 28 h 12 min 37 s          |
| 2e                           | Lennard Hofstede             | Pays-Bas                     | Rabobank Development                    | + 8 s                        |
| 3e                           | Élie Gesbert                 | France                       | VC Pays de Loudéac                      | + 11 s                       |
| modifier                     |                              |                              |                                         |                              |

| \| Classement par équipes[8] \| Classement par équipes[8] \| Classement par équipes[8] \| Classement par équipes[8] \| \| \| Équipe \| Pays \| Temps \| \| ------------------------- \| ------------------------- \| ------------------------- \| ------------------------- \| \| 1re \| Rabobank Development \| Pays-Bas \| en 84 h 40 min 15 s \| \| 2e \| Joker Byggtorget \| Norvège \| + 6 s \| \| 3e \| Lotto-Soudal U23 \| Belgique \| + 16 s \| \| modifier \| \| \| \| |                      |          |                     |
| Classement par équipes |                      |          |                     |
| | Équipe               | Pays     | Temps               |
| 1re | Rabobank Development | Pays-Bas | en 84 h 40 min 15 s |
| 2e | Joker Byggtorget     | Norvège  | + 6 s               |
| 3e | Lotto-Soudal U23     | Belgique | + 16 s              |
| modifier |                      |          |                     |

### UCI Europe Tour
Ce Tour de Bretagne attribue des points pour l'UCI Europe Tour 2016, y compris aux coureurs faisant partie d'une équipe ayant un label WorldTeam. De plus la course donne le même nombre de points individuellement à tous les coureurs pour le Classement mondial UCI 2016.
| Position           | 1er | 2e | 3e | 4e | 5e | 6e | 7e | 8e à 10e |
| Classement général | 40  | 30 | 25 | 20 | 15 | 10 | 5  | 3        |
| Par étape          | 7   | 3  | 1  |    |    |    |    |          |
| Leader, par étape  | 1   |    |    |    |    |    |    |          |

| Cycliste              | Équipe                                  | Général | Étape | Leader | Total |
| --------------------- | --------------------------------------- | ------- | ----- | ------ | ----- |
| Adrien Costa          | Équipe nationale des États-Unis espoirs | 40      | 7     | 3      | 50    |
| František Sisr        | Klein Constantia                        | 30      | 10    | 3      | 43    |
| Lennard Hofstede      | Rabobank Development                    | 25      | 1     | -      | 26    |
| Élie Gesbert          | VC Pays de Loudéac                      | 20      | 1     | -      | 21    |
| Jeroen Meijers        | Rabobank Development                    | 15      | 6     | -      | 21    |
| Boris Vallée          | Fortuneo-Vital Concept                  | -       | 14    | -      | 14    |
| Fabian Lienhard       | BMC Development                         | 10      | 3     | -      | 13    |
| Nick Schultz          | SEG Racing Academy                      | 3       | 7     | -      | 10    |
| Sébastien Delfosse    | Wallonie Bruxelles-Group Protect        | 5       | 3     | -      | 8     |
| Cyrille Patoux        | VC Pays de Loudéac                      | -       | 7     | -      | 7     |
| Thomas Rostollan      | Armée de Terre                          | -       | 7     | -      | 7     |
| Bryan Alaphilippe     | Armée de Terre                          | -       | 3     | -      | 3     |
| Lucas Eriksson        | Tre Berg-Bianchi                        | 3       | -     | -      | 3     |
| Milan Menten          | Lotto-Soudal U23                        | -       | 3     | -      | 3     |
| Anders Skaarseth      | Joker Byggtorget                        | 3       | -     | -      | 3     |
| Edward Planckaert     | Lotto-Soudal U23                        | -       | 2     | -      | 2     |
| Herman Dahl           | Sparebanken Sør                         | -       | 1     | -      | 1     |
| Colin Joyce           | Équipe nationale des États-Unis espoirs | -       | 1     | -      | 1     |
| Maximilian Schachmann | Klein Constantia                        | -       | 1     | -      | 1     |

## Évolution des classements
| Étape              | Vainqueur          | Classement général | Classement par points | Classement de la montagne | Classement des rushs | Classement du meilleur jeune | Classement par équipes                  |
| ------------------ | ------------------ | ------------------ | --------------------- | ------------------------- | -------------------- | ---------------------------- | --------------------------------------- |
| 1                  | František Sisr     | František Sisr     | František Sisr        | Rémi Cavagna              | Rémi Cavagna         | Lennard Hofstede             | BMC Development                         |
| 2                  | Boris Vallée       | František Sisr     | František Sisr        | Rémi Cavagna              | Jeroen Meijers       | Lennard Hofstede             | BMC Development                         |
| 3                  | Cyrille Patoux     | František Sisr     | František Sisr        | Rémi Cavagna              | Jeroen Meijers       | Lennard Hofstede             | BMC Development                         |
| 4                  | Adrien Costa       | Adrien Costa       | František Sisr        | Carl Fredrik Hagen        | Jeroen Meijers       | Adrien Costa                 | Équipe nationale des États-Unis espoirs |
| 5                  | Boris Vallée       | Adrien Costa       | František Sisr        | Carl Fredrik Hagen        | Jeroen Meijers       | Adrien Costa                 | Équipe nationale des États-Unis espoirs |
| 6                  | Thomas Rostollan   | Adrien Costa       | Jeroen Meijers        | Carl Fredrik Hagen        | Jeroen Meijers       | Adrien Costa                 | Armée de Terre                          |
| 7                  | Nick Schultz       | Adrien Costa       | Jeroen Meijers        | Carl Fredrik Hagen        | Jeroen Meijers       | Adrien Costa                 | Rabobank Development                    |
| Classements finals | Classements finals | Adrien Costa       | Jeroen Meijers        | Carl Fredrik Hagen        | Jeroen Meijers       | Adrien Costa                 | Rabobank Development                    |

## Liste des participants
- Liste de départ complète

| Légende                                | Légende                                                                                                  | Légende                         | Légende                                                                                                  |
| -------------------------------------- | --- | ------------------------------- | --- |
| Num                                    | Dossard de départ porté par le coureur sur ce Tour de Bretagne                                           | Pos                             | Position finale au classement général                                                                    |
| Leader du classement général           | Indique le vainqueur du classement général                                                               | Leader du classement par points | Indique le vainqueur du classement par points                                                            |
| Leader du classement de la montagne    | Indique le vainqueur du classement de la montagne                                                        | Leader du classement des rushs  | Indique le vainqueur du classement des rushs                                                             |
| Leader du classement du meilleur jeune | Indique le vainqueur du classement du meilleur jeune                                                     |                                 | Indique un maillot de champion national ou mondial, suivi de sa spécialité                               |
| #                                      | Indique la meilleure équipe                                                                              | NP                              | Indique un coureur qui n'a pas pris le départ d'une étape, suivi du numéro de l'étape où il s'est retiré |
| AB                                     | Indique un coureur qui n'a pas terminé une étape, suivi du numéro de l'étape où il s'est retiré          | HD                              | Indique un coureur qui a terminé une étape hors des délais, suivi du numéro de l'étape                   |
| *                                      | Indique un coureur en lice pour le classement du meilleur jeune (coureurs nés après le 1er janvier 1994) |                                 | |

| Wallonie Bruxelles-Group Protect WBC  | Wallonie Bruxelles-Group Protect WBC | Wallonie Bruxelles-Group Protect WBC |
| ------------------------------------- | ------------------------------------ | ------------------------------------ |
| Num                                   | Coureur                              | Pos                                  |
| 1                                     | Sébastien Delfosse (BEL)             | 7e                                   |
| 2                                     | Antoine Warnier (BEL)                | 66e                                  |
| 3                                     | Jonathan Dufrasne (BEL)              | AB-7                                 |
| 4                                     | Thomas Wertz (BEL)                   | AB-6                                 |
| 5                                     | Tom Dernies (BEL)                    | 12e                                  |
| 6                                     | Gaëtan Pons (BEL)                    | 88e                                  |
| Directeur sportif : Frédéric Amorison |                                      |                                      |

| Fortuneo-Vital Concept FVC    | Fortuneo-Vital Concept FVC | Fortuneo-Vital Concept FVC |
| ----------------------------- | -------------------------- | -------------------------- |
| Num                           | Coureur                    | Pos                        |
| 11                            | Jean-Marc Bideau (FRA)     | 68e                        |
| 12                            | Franck Bonnamour (FRA)*    | 20e                        |
| 13                            | Arnaud Gérard (FRA)        | AB-5                       |
| 14                            | Francis Mourey (FRA)       | 11e                        |
| 15                            | Pierre-Luc Périchon (FRA)  | 87e                        |
| 16                            | Boris Vallée (BEL)         | 55e                        |
| Directeur sportif : Yvon Caër |                            |                            |

| Dimension Data-Qhubeka DDC         | Dimension Data-Qhubeka DDC    | Dimension Data-Qhubeka DDC |
| ---------------------------------- | ----------------------------- | -------------------------- |
| Num                                | Coureur                       | Pos                        |
| 21                                 | Amanuel Gebrezgabihier (ERI)* | 82e                        |
| 22                                 | Jayde Julius (RSA)            | AB-3                       |
| 23                                 | Ryan Gibbons (RSA)*           | 50e                        |
| 24                                 | Valens Ndayisenga (RWA)*      | 107e                       |
| 25                                 | Shameeg Salie (RSA)*          | 100e                       |
| 26                                 | Metkel Eyob (ERI)             | 98e                        |
| Directeur sportif : Kevin Campbell |                               |                            |

| Rabobank Development # RDT           | Rabobank Development # RDT | Rabobank Development # RDT |
| ------------------------------------ | -------------------------- | -------------------------- |
| Num                                  | Coureur                    | Pos                        |
| 31                                   | Cees Bol (NED)*            | 46e                        |
| 32                                   | Lennard Hofstede (NED)*    | 3e                         |
| 33                                   | Jan Maas (NED)*            | 48e                        |
| 34                                   | Jeroen Meijers (NED)       | 5e                         |
| 35                                   | Martijn Tusveld (NED)      | 38e                        |
| 36                                   | Peter Lenderink (NED)*     | 34e                        |
| Directeur sportif : Grischa Niermann |                            |                            |

| Tre Berg-Bianchi TTB                | Tre Berg-Bianchi TTB       | Tre Berg-Bianchi TTB |
| ----------------------------------- | -------------------------- | -------------------- |
| Num                                 | Coureur                    | Pos                  |
| 41                                  | Alexander Wetterhall (SWE) | 49e                  |
| 42                                  | Alexander Gingsjö (SWE)    | AB-5                 |
| 43                                  | Marcus Fåglum (SWE)*       | AB-4                 |
| 44                                  | Niklas Gustavsson (SWE)    | 101e                 |
| 45                                  | Richard Larsén (SWE)       | AB-6                 |
| 46                                  | Lucas Eriksson (SWE)*      | 9e                   |
| Directeur sportif : Thomas Lövkvist |                            |                      |

| Klein Constantia KLC                | Klein Constantia KLC            | Klein Constantia KLC |
| ----------------------------------- | ------------------------------- | -------------------- |
| Num                                 | Coureur                         | Pos                  |
| 51                                  | Rémi Cavagna (FRA)*             | 51e                  |
| 52                                  | Iván García (ESP)*              | NP-7                 |
| 53                                  | Przemysław Kasperkiewicz (POL)* | 79e                  |
| 54                                  | Maximilian Schachmann (GER)*    | 13e                  |
| 55                                  | Michal Schlegel (CZE)*          | AB-5                 |
| 56                                  | František Sisr (CZE)            | 2e                   |
| Directeur sportif : Geert Van Bondt |                                 |                      |

| RH+ Polartec-Fundación Alberto Contador - | RH+ Polartec-Fundación Alberto Contador - | RH+ Polartec-Fundación Alberto Contador - |
| ----------------------------------------- | ----------------------------------------- | ----------------------------------------- |
| Num                                       | Coureur                                   | Pos                                       |
| 61                                        | Juan Camacho (ESP)*                       | 67e                                       |
| 62                                        | Diego Noriega (ESP)*                      | 85e                                       |
| 63                                        | Guillem Cassú (ESP)*                      | 110e                                      |
| 64                                        | Sergio Hernández (ESP)*                   | AB-5                                      |
| 65                                        | Diego Sevilla (ESP)*                      | 52e                                       |
| 66                                        | Juan Pedro López (ESP)*                   | 95e                                       |
| Directeur sportif : Rafael Díaz Justo     |                                           |                                           |

| Centre mondial du cyclisme -           | Centre mondial du cyclisme -       | Centre mondial du cyclisme - |
| -------------------------------------- | ---------------------------------- | ---------------------------- |
| Num                                    | Coureur                            | Pos                          |
| 71                                     | Abderrahim Zahiri (MAR)*           | 40e                          |
| 72                                     | El Mehdi Chokri (MAR)*             | 62e                          |
| 73                                     | Christofer Jurado (PAN)*           | 73e                          |
| 74                                     | José Luis Rodríguez Aguilar (CHI)* | 44e                          |
| 75                                     | Nicolás Tivani (ARG)*              | AB-7                         |
| 76                                     | Ignacio Prado (MEX)                | AB-7                         |
| Directeur sportif : Jean-Jacques Henry |                                    |                              |

| Joker Byggtorget TJB                   | Joker Byggtorget TJB         | Joker Byggtorget TJB |
| -------------------------------------- | ---------------------------- | -------------------- |
| Num                                    | Coureur                      | Pos                  |
| 81                                     | Adrian Aas Stien (NOR)       | 23e                  |
| 82                                     | Bjørn Tore Hoem (NOR)        | 37e                  |
| 83                                     | Reidar Borgersen (NOR)       | 35e                  |
| 84                                     | Anders Skaarseth (NOR)*      | 8e                   |
| 85                                     | Ole Forfang (NOR)*           | 14e                  |
| 86                                     | Amund Grøndahl Jansen (NOR)* | AB-7                 |
| Directeur sportif : Gino Van Oudenhove |                              |                      |

| BMC Development -                  | BMC Development -       | BMC Development - |
| ---------------------------------- | ----------------------- | ----------------- |
| Num                                | Coureur                 | Pos               |
| 91                                 | Taylor Eisenhart (SUI)* | 58e               |
| 92                                 | Patrick Müller (SUI)*   | 26e               |
| 93                                 | Fabian Lienhard (SUI)   | 6e                |
| 94                                 | Bas Tietema (NED)*      | 74e               |
| 95                                 | Bram Welten (NED)*      | AB-4              |
| 96                                 | Pavel Sivakov (RUS)*    | 27e               |
| Directeur sportif : Klaas Lodewyck |                         |                   |

| Sparebanken Sør TSS             | Sparebanken Sør TSS      | Sparebanken Sør TSS |
| ------------------------------- | ------------------------ | ------------------- |
| Num                             | Coureur                  | Pos                 |
| 101                             | Carl Fredrik Hagen (NOR) | 61e                 |
| 102                             | Herman Dahl (NOR)        | NP-6                |
| 103                             | Kristian Aasvold (NOR)*  | 90e                 |
| 104                             | Fridtjof Røinås (NOR)*   | 17e                 |
| 105                             | Andreas Vangstad (NOR)   | AB-7                |
| 106                             | Petter Theodorsen (NOR)* | 42e                 |
| Directeur sportif : Stian Remme |                          |                     |

| Lotto-Soudal U23 -                        | Lotto-Soudal U23 -       | Lotto-Soudal U23 - |
| ----------------------------------------- | ------------------------ | ------------------ |
| Num                                       | Coureur                  | Pos                |
| 111                                       | Kevin Deltombe (BEL)*    | 18e                |
| 112                                       | Milan Menten (BEL)*      | 30e                |
| 113                                       | Edward Planckaert (BEL)* | 28e                |
| 114                                       | Emiel Planckaert (BEL)*  | 31e                |
| 115                                       | James Shaw (GBR)*        | 16e                |
| 116                                       | Enzo Wouters (BEL)*      | 71e                |
| Directeur sportif : Wesley Van Speybroeck |                          |                    |

| Euskadi Basque Country-Murias EUS | Euskadi Basque Country-Murias EUS | Euskadi Basque Country-Murias EUS |
| --------------------------------- | --------------------------------- | --------------------------------- |
| Num                               | Coureur                           | Pos                               |
| 121                               | Jon Ander Insausti (ESP)          | AB-2                              |
| 122                               | Aritz Bagües (ESP)                | 45e                               |
| 123                               | Adrián González (ESP)             | 29e                               |
| 124                               | Mikel Iturria (ESP)               | AB-7                              |
| 125                               | Pello Olaberria (ESP)*            | 32e                               |
| 126                               | Imanol Estévez (ESP)              | AB-5                              |
| Directeur sportif : Rubén Pérez   |                                   |                                   |

| SEG Racing Academy SEG              | SEG Racing Academy SEG     | SEG Racing Academy SEG |
| ----------------------------------- | -------------------------- | ---------------------- |
| Num                                 | Coureur                    | Pos                    |
| 131                                 | Martijn de Jong (NED)*     | 59e                    |
| 132                                 | Julius van den Berg (NED)* | 77e                    |
| 133                                 | Tim Ariesen (NED)*         | 47e                    |
| 134                                 | Zhi Hui Jiang (CHN)*       | 92e                    |
| 135                                 | Henrik Evensen (NOR)*      | 99e                    |
| 136                                 | Nick Schultz (AUS)*        | 10e                    |
| Directeur sportif : Michiel Elijzen |                            |                        |

| Bridgestone Anchor BGT                | Bridgestone Anchor BGT | Bridgestone Anchor BGT |
| ------------------------------------- | ---------------------- | ---------------------- |
| Num                                   | Coureur                | Pos                    |
| 141                                   | Thomas Lebas (FRA)     | 15e                    |
| 142                                   | Damien Monier (FRA)    | AB-5                   |
| 143                                   | Kōhei Uchima (JPN)     | AB-7                   |
| 144                                   | Kazuo Inoue (JPN)      | 83e                    |
| 145                                   | Ryota Nishizono (JPN)  | NP-7                   |
| 146                                   | Hiroshi Tsubaki (JPN)  | 108e                   |
| Directeur sportif : Takehiro Mizutani |                        |                        |

| Manzana Postobón MZN                      | Manzana Postobón MZN      | Manzana Postobón MZN |
| ----------------------------------------- | ------------------------- | -------------------- |
| Num                                       | Coureur                   | Pos                  |
| 151                                       | Juan Pablo Villegas (COL) | 39e                  |
| 152                                       | Peio Goikoetxea (COL)     | 80e                  |
| 153                                       | Tomás Restrepo (COL)      | AB-2                 |
| 154                                       | Sebastián Molano (COL)*   | 91e                  |
| 155                                       | Wilmar Paredes (COL)*     | 84e                  |
| 156                                       | Yecid Sierra (COL)*       | 106e                 |
| Directeur sportif : Óscar de Jesús Vargas |                           |                      |

| Armée de Terre ADT               | Armée de Terre ADT       | Armée de Terre ADT |
| -------------------------------- | ------------------------ | ------------------ |
| Num                              | Coureur                  | Pos                |
| 161                              | Yoann Barbas (FRA)       | 69e                |
| 162                              | Romain Le Roux (FRA)     | 54e                |
| 163                              | Jérôme Mainard (FRA)     | 21e                |
| 164                              | Jimmy Raibaud (FRA)      | 22e                |
| 165                              | Thomas Rostollan (FRA)   | 86e                |
| 166                              | Bryan Alaphilippe (FRA)* | 96e                |
| Directeur sportif : Jimmy Casper |                          |                    |

| Équipe nationale des États-Unis espoirs USA | Équipe nationale des États-Unis espoirs USA | Équipe nationale des États-Unis espoirs USA |
| ------------------------------------------- | ------------------------------------------- | ------------------------------------------- |
| Num                                         | Coureur                                     | Pos                                         |
| 171                                         | Diego Binatena (USA)*                       | AB-6                                        |
| 172                                         | Gregory Daniel (USA)*                       | 57e                                         |
| 173                                         | Colin Joyce (USA)*                          | NP-6                                        |
| 174                                         | Adrien Costa (USA)*                         | 1er                                         |
| 175                                         | Sean Bennett (USA)*                         | 36e                                         |
| 176                                         | Stephen Bassett (USA)*                      | AB-6                                        |
| Directeur sportif : Michael Sayers          |                                             |                                             |

| Équipe nationale d'Australie espoirs AUS | Équipe nationale d'Australie espoirs AUS | Équipe nationale d'Australie espoirs AUS |
| ---------------------------------------- | ---------------------------------------- | ---------------------------------------- |
| Num                                      | Coureur                                  | Pos                                      |
| 181                                      | Lucas Hamilton (AUS)*                    | 19e                                      |
| 182                                      | Jai Hindley (AUS)*                       | 41e                                      |
| 183                                      | Daniel Fitter (AUS)*                     | 72e                                      |
| 184                                      | Ben O'Connor (AUS)*                      | 75e                                      |
| 185                                      | Michael Storer (AUS)*                    | 25e                                      |
| 186                                      | Rohan Wight (AUS)*                       | AB-4                                     |
| Directeur sportif : James Victor         |                                          |                                          |

| VC Pays de Loudéac -                  | VC Pays de Loudéac -  | VC Pays de Loudéac - |
| ------------------------------------- | --------------------- | -------------------- |
| Num                                   | Coureur               | Pos                  |
| 191                                   | Erwann Corbel (FRA)   | 76e                  |
| 192                                   | Camille Guérin (FRA)* | 60e                  |
| 193                                   | Cyrille Patoux (FRA)  | AB-7                 |
| 194                                   | Justin Mottier (FRA)  | AB-5                 |
| 195                                   | Élie Gesbert (FRA)*   | 4e                   |
| 196                                   | Kévin Guillot (FRA)   | AB-6                 |
| Directeur sportif : Yvonnick Bolgiani |                       |                      |

| Sojasun espoir-ACNC -             | Sojasun espoir-ACNC -  | Sojasun espoir-ACNC - |
| --------------------------------- | ---------------------- | --------------------- |
| Num                               | Coureur                | Pos                   |
| 201                               | Willy Artus (FRA)*     | 78e                   |
| 202                               | Adrien Legros (FRA)    | 24e                   |
| 203                               | Clément Mary (FRA)     | AB-1                  |
| 204                               | Jayson Rousseau (FRA)* | AB-6                  |
| 205                               | Martin Rapin (FRA)*    | 56e                   |
| 206                               | Michael Vink (NZL)     | 53e                   |
| Directeur sportif : Steve Arbault |                        |                       |

| BIC 2000 -                         | BIC 2000 -              | BIC 2000 - |
| ---------------------------------- | ----------------------- | ---------- |
| Num                                | Coureur                 | Pos        |
| 211                                | Yann Botrel (FRA)       | 65e        |
| 212                                | Florian Cam (FRA)*      | AB-5       |
| 213                                | Sébastien Coquil (FRA)  | 64e        |
| 214                                | Baptiste Renault (FRA)* | 33e        |
| 214                                | Cédric Delaplace (FRA)  | AB-6       |
| 216                                | Rodolphe Marie (FRA)    | 97e        |
| Directeur sportif : Yannick Botrel |                         |            |

| UC Nantes Atlantique -                | UC Nantes Atlantique -   | UC Nantes Atlantique - |
| ------------------------------------- | ------------------------ | ---------------------- |
| Num                                   | Coureur                  | Pos                    |
| 221                                   | Florian Barket (FRA)*    | 105e                   |
| 222                                   | Kévin Francillette (FRA) | 81e                    |
| 223                                   | Baptiste Plessis (FRA)*  | 63e                    |
| 224                                   | Adrien Leboucher (FRA)*  | 43e                    |
| 225                                   | Jules Roueil (FRA)*      | 94e                    |
| 226                                   | Willie Smit (RSA)        | AB-5                   |
| Directeur sportif : Sébastien Cottier |                          |                        |

| Équipe régionale de Bretagne -           | Équipe régionale de Bretagne - | Équipe régionale de Bretagne - |
| ---------------------------------------- | ------------------------------ | ------------------------------ |
| Num                                      | Coureur                        | Pos                            |
| 231                                      | Dylan Durand (FRA)*            | AB-5                           |
| 232                                      | Maël Boivin (FRA)*             | 104e                           |
| 233                                      | Axel Guilcher (FRA)*           | AB-5                           |
| 234                                      | Nicolas Primas (FRA)*          | 73e                            |
| 235                                      | Florian Richeux (FRA)*         | 89e                            |
| 236                                      | Valentin Tortelier (FRA)*      | 102e                           |
| Directeur sportif : Jean-Charles Romagny |                                |                                |

| Rally RLY                         | Rally RLY                  | Rally RLY |
| --------------------------------- | -------------------------- | --------- |
| Num                               | Coureur                    | Pos       |
| 241                               | Jesse Anthony (USA)        | AB-7      |
| 242                               | Charles Bradley Huff (USA) | 111e      |
| 243                               | Pierrick Naud (CAN)        | 93e       |
| 244                               | Curtis White (USA)*        | 109e      |
| 245                               | Thomas Soladay (USA)       | 103e      |
| 246                               | Eric Young (USA)           | AB-5      |
| Directeur sportif : Eric Wohlberg |                            |           |